# Eurailpress
Eurailpress ist eine Marke der DVV Media Group mit Sitz in Hamburg. Sie bietet Publikationen um den Schienenverkehr. Dazu gehören monatlich erscheinende Zeitschriften, E-Paper, Newsletter, Online-Archive und Websites sowie Veranstaltungen wie Konferenzen und Tagungen. Eurailpress veröffentlicht innerhalb seiner Publikationen regelmäßige Spezialausgaben. Hierbei handelt es sich zum einen um spezielle Länderausgaben in der jeweiligen Landessprache, zum anderen aber auch um Hefte zu einem bestimmten Oberthema, wie  Güterbahnen, Oberbau. Der Eurailpress-Newsletter liefert einmal wöchentlich aktuelle Informationen aus der Bahn-Branche.

## Publikationen

### Rail Business
Wöchentlicher Branchenreport für den Schienenverkehrsmarkt mit Informationen, Hintergründen und Kommentaren. Im Fokus ist sowohl der Güter- wie auch der Personenverkehr, betrieben durch staatliche Bahnen wie auch Privatbahnen. Rail Business richtet sich vornehmlich an die Entscheidungsträger und Führungskräfte der gesamten Branche. Daneben erscheint ein täglicher Newsletter mit  Nachrichten aus dem Schienenverkehr.

### ETR – Eisenbahntechnische Rundschau
Seit 1952 monatlich erscheinende Fachzeitschrift für Informationen  um Technik, Betrieb, Wissenschaft und Forschung im spurgeführten Verkehr. Zudem erscheinen viermal im Jahr Sonderseiten, die Fachbeiträge und Nachrichten zu Schienenverkehr und Bahntechnik aus Österreich und der Schweiz präsentieren. Des Weiteren werden bis zu viermal jährlich internationale Ausgaben der ETR in der jeweiligen Landessprache oder in Englisch herausgebracht.

### EI – Der Eisenbahningenieur
Monatlich erscheinende Publikation um moderne Bahntechnologien und Fahrwege sowie Fahrzeuge. EI bietet Informationen für Ingenieure sowie Fach- und Führungskräfte aus Verkehrs- und Infrastrukturunternehmen, Ingenieurbüros und Bauunternehmungen, Politik und Wissenschaft. Die Zeitschrift wird herausgegeben vom Verband Deutscher Eisenbahn-Ingenieure (VDEI).
Darüber hinaus ist das EIK-Eisenbahn Ingenieur Kompendium eine jährlich erscheinende Publikation für Ingenieure und Fachkräfte aus den Bereichen des Schienenverkehrs mit Fachbeiträgen zu Fahrwegen, Fahrzeugen, Ausrüstung, Forschung und aktuellen Projekten.   Auch hier ist der VDEI Herausgeber.

### Signal + Draht (SD)
Seit 1906 erscheinende Fachpublikation für Leit- und Sicherungstechnik sowie Kommunikations- und Informationstechnologie im Schienenverkehr. Die zehn jährlich erscheinenden Ausgaben von SD sind durchgehend bilingual auf Deutsch und Englisch.

### Die World Rail Market Study
Die Studie umfasst die Marktentwicklung von 60 Ländern, die zusammen mehr als 98 % des weltweiten Schienenverkehrs ausmachen, gebündelt in sieben Regionen. Sie gibt einen Überblick über den aktuellen Stand und zu erwartende Entwicklungen des Bahnmarktes. Die Studie erscheint bei Eurailpress im Auftrag der UNIFE, des europäischen Bahnindustrieverbandes, alle zwei Jahre zur InnoTrans.